# Eagles
Eagles – amerykańska grupa countryrockowa i folkrockowa, założona z początkiem lat 70. XX wieku w Kalifornii. Znana głównie dzięki łagodnym, akustycznym utworom utrzymanym w stylu americana, wzbogaconym głębokimi harmoniami wokalnymi.
Wśród największych przebojów grupy można wymienić piosenki: Hotel California, Take It Easy, Tequila Sunrise, Desperado i Witchy Woman. W 1998 grupa została wprowadzona do Rock and Roll Hall of Fame. W 2004 roku ich utwór Hotel California został sklasyfikowany na 49. miejscu listy 500 utworów wszech czasów magazynu Rolling Stone. Niektóre z późniejszych nagrań Eagles należą do gatunku hard rocka (Out Of Control, Teenage Jail) i disco (One Of These Nights). Grupa zdefiniowała również brzmienie soft rocka.

## Historia
Grupa Eagles została założona latem 1971 roku w Los Angeles. Pierwszy skład zespołu tworzyli: Don Henley i Glenn Frey (jedyni muzycy, którzy związani są z zespołem przez cały okres jego działalności), Bernie Leadon i Randy Meisner. W późniejszych latach w skład grupy weszli także Don Felder, Joe Walsh i Timothy B. Schmit, którzy w chwili przystępowania do Eagles mieli już za sobą wieloletni staż estradowy. Grupa zdobyła popularność charakterystycznymi, łagodnymi piosenkami i porywającymi utworami rockowymi. Jej nagrania zawsze były doskonale zaaranżowane, z wybijającą się melodyjnie grającą gitarą elektryczną i delikatnymi wokalizami (śpiewali wszyscy członkowie zespołu).
Konflikt między Henleyem i Freyem a Felderem doprowadził do rozwiązania grupy w 1981 roku. Do tego czasu zespół wydał sześć albumów studyjnych. Po rozwiązaniu Eagles wszyscy członkowie zespołu kontynuowali z powodzeniem kariery solowe, a największe sukcesy odnieśli założyciele grupy i główni twórcy jej repertuaru, czyli Glenn Frey i Don Henley.
W 1994 roku muzycy z Eagles wyruszyli na trasę koncertową po Stanach Zjednoczonych (po raz pierwszy od 1981 roku), a zapis z trasy wydali w formie albumu koncertowego pt. Hell Freezes Over, który zawierał również cztery premierowe nagrania. Wówczas rozpoczęły się spekulacje na temat reaktywacji Eagles. Początkowo muzycy twierdzili, że ich spotkanie ma charakter okazjonalny i na jednej trasie ich współpraca się zakończy. Mimo tych zapewnień wciąż razem koncertowali. 30 października 2007 roku wydali dwupłytowe wydawnictwo pt. Long Road Out of Eden. W listopadzie Henley wydał oświadczenie, że nowy krążek będzie ostatnim w historii zespołu. W 2016 roku zespół został rozwiązany, jednak już w następnym roku wznowił działalność w nowym składzie.

## Twórczość
Solo gitarowe z utworu „Hotel California” uznawane jest przez wielu krytyków muzycznych za jedno z najlepszych w historii, a płyta Their Greatest Hits: 1971-75 sprzedała się w samych tylko Stanach Zjednoczonych w nakładzie 29. milionów sztuk (wszystkich płyt Eagles sprzedano w USA około 50 milionów) zyskując miano najlepiej sprzedającej się płyty. Do największych przebojów grupy należą: „Take It Easy”, „Witchy Woman”, „Peaceful Easy Feeling”, „Tequila Sunrise”, „Desperado”, „You Never Cry Like a Lover”, „The Best of My Love”, „Already Gone”, „Take It to the Limit”, „Lyin’ Eyes”, „One of These Nights”, „New Kid in Town”, „Life in the Fast Lane” i najsłynniejszy z nich „Hotel California”.
W 1998 grupa Eagles została wprowadzona do Rock and Roll Hall of Fame.

## Muzycy
Ostatni skład zespołu
- Don Henley – perkusja, śpiew, gitara rytmiczna (1971–1980, 1994–2016, od 2017)
- Joe Walsh – gitara, instrumenty klawiszowe, śpiew (1975–1980, 1994–2016, od 2017)
- Timothy B. Schmit – gitara basowa, śpiew (1977–1980, 1994–2016, od 2017)
- Vince Gill – gitara rytmiczna i prowadząca, śpiew (od 2017)
- Deacon Frey –gitara rytmiczna i prowadząca, śpiew (2017–2022, w latach 2022–2023 okazjonalnie, od 2023)[5][6]

Byli członkowie zespołu
- Glenn Frey (zmarły) – gitara, instrumenty klawiszowe, śpiew (1971–1980, 1994–2016)
- Don Felder – gitara, śpiew (1974–1980, 1994–2001)
- Bernie Leadon – gitara, mandolina, banjo, śpiew (1971–1975)
- Randy Meisner (zmarły) – gitara basowa, śpiew (1971–1977)

## Dyskografia

### Albumy studyjne
- 1972 – Eagles
- 1973 – Desperado
- 1974 – On the Border
- 1975 – One of These Nights
- 1976 – Hotel California
- 1979 – The Long Run
- 2007 – Long Road Out of Eden

### Albumy koncertowe
- 1980 – Eagles Live
- 1994 – Hell Freezes Over
- 2005 – Farewell 1 Tour – Live From Melbourne (DVD)
- 2009 – New Zealand Concert 2CD

### Kompilacje
- 1976 – Their Greatest Hits 1971–1975
- 1978 – Eagles (wydany w Japonii)
- 1982 – Eagles Greatest Hits Volume 2
- 1985 – The Best of Eagles
- 1988 – The Legend of Eagles
- 1988 – The Second Collection (wydany we Włoszech)
- 1994 – The Very Best of Eagles
- 1996 – Best 10 (wydany w Japonii)
- 2000 – Selected Works: 1972–1999
- 2001 – The Very Best of Eagles
- 2003 – The Very Best of Eagles
- 2003 – The Complete Greatest Hits
- 2005 – Eagles
- 2013 – The Studio Albums 1972–1979
- 2018 – Legacy 13 CD Box (Studio & Live )